# IC 761
IC 761 је лентикуларна галаксија у сазвјежђу Гавран која се налази на листи објеката дубоког неба у Индекс каталогу.
Деклинација објекта је - 12° 40' 22" а ректасцензија 12h 5m 53,6s. Привидна величина (магнитуда) објекта IC 761 износи 14,8 а фотографска магнитуда 15,8. IC 761 је још познат и под ознакама MCG -2-31-14, NPM1G -12.0389, PGC 157368.